# Azinheira
Azinheira é o nome comum dado a duas espécies diferentes do género Quercus, a Quercus ilex e a Quercus rotundifolia. Os espécimes de ambas as espécies chegam a medir até 10 metros de altura. Pertencem à família das fagáceas. Possuem folhas discolores, ligeiramente espinhosas nos espécimes adultos, flores masculinas em amentos, as femininas em panículas e frutos (bolotas) ovoides, revestidos, em parte, por escamas.
Nesta espécie existe dimorfismo foliar. 
Nativas da região Mediterrânica da Europa e Norte da África, a sua madeira é dura e resistente à putrefação, sendo largamente utilizada, desde a antiguidade até os dias atuais, na construção de habitações (vigas e pilares), embarcações, barris para envelhecimento de vinhos e na fabricação de ferramentas. Ainda hoje, a sua madeira é utilizada como lenha e na fabricação de carvão, que continua sendo uma importante fonte de combustível doméstico em muitas regiões ibéricas.
Alguns autores classificam a Quercus rotundifolia como uma subespécie de Quercus ilex.

## Em Portugal
Esta árvore é muito abundante em Portugal, formando extensos montados de azinho. Em certas situações de temperatura alta e secura extremas, associada a outros arbustos, forma um matagal que constitui a única proteção do solo.

### Proteção legal
A Lei n.º 33/96, de 17 de agosto de 1996 (Lei de Bases da Política Florestal), estabeleceu como um dos objetivos da política florestal (alínea g) do artigo 4.º) «garantir a proteção das formações florestais de especial importância ecológica e sensibilidade, nomeadamente os ecossistemas frágeis de montanha, os sistemas dunares, os montados de sobro e azinho e as formações ripícolas e das zonas marginais dulçaquícolas».

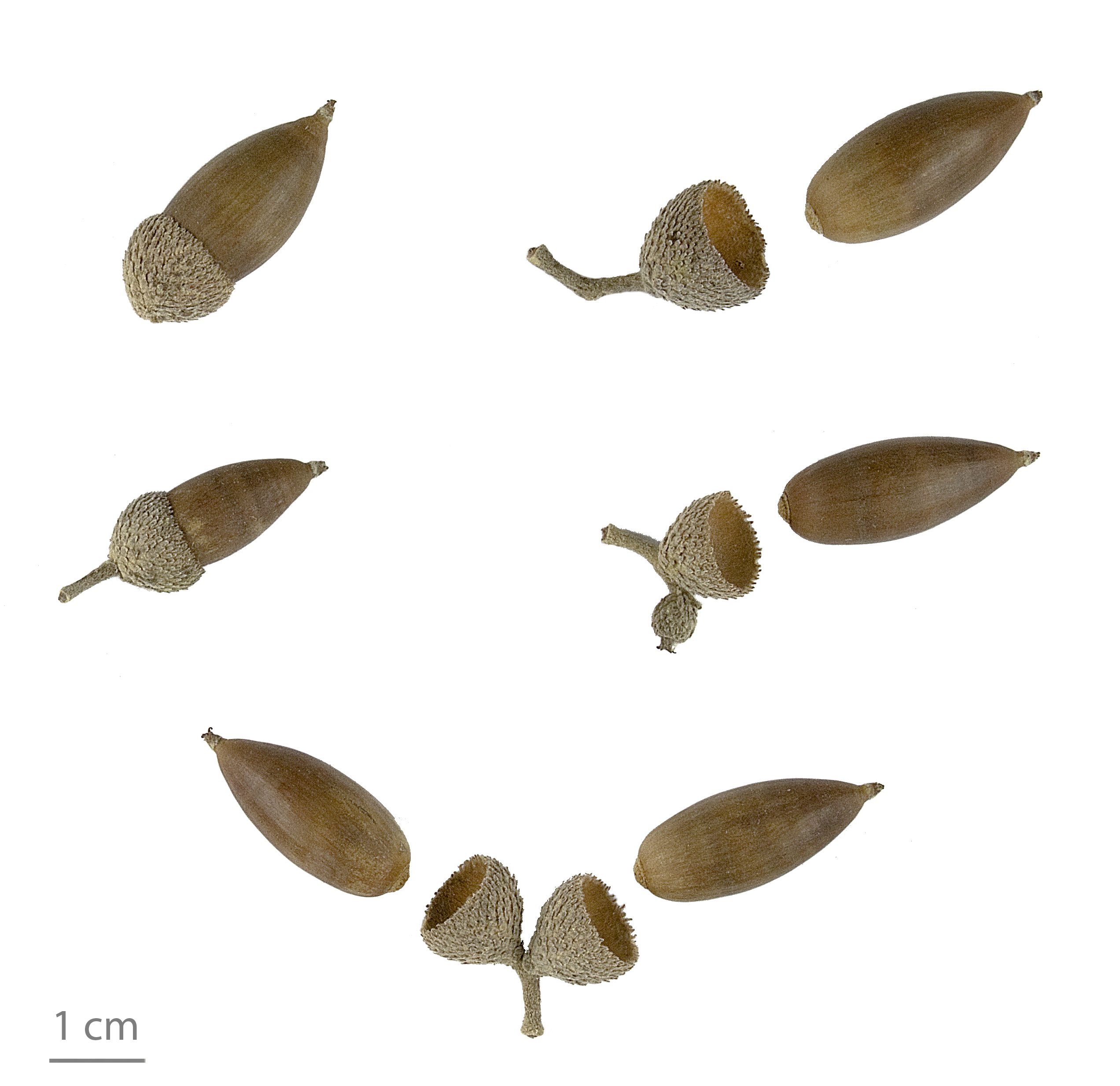
Quercus ilex (Museu de Toulouse)

O mesmo diploma legal, no seu artigo 10.º, determina que o Estado deve, «considerar os montados de sobro e azinho, enquanto parte de sistemas agrários de particular valia socioeconómica e ambiental, como objeto de um plano específico de conservação e desenvolvimento»
O Decreto-Lei n.º 169/2001, de 25 de maio, que estabelece medidas específicas de proteção ao sobreiro e à azinheira, refere que os povoamentos de sobreiro e azinheira, «nomeadamente os sistemas com aproveitamento agrosilvopastoril conhecidos por «montados», incluem alguns dos biótopos mais importantes ocorrentes em Portugal continental em termos de conservação da natureza, desempenhando, pela sua adaptação às condições edafoclimáticas do Sul do País, uma importante função na conservação do solo, na regularização do ciclo hidrológico e na qualidade da água.»
Sublinha ainda que, «estas espécies representam um recurso renovável de extrema importância económica, a nível nacional e a nível local.» e que a azinheira desempenha, «a nível local, um papel fundamental na produção animal, nomeadamente destinada a produtos tradicionais.»